# Tasū ketsu
Tasū ketsu (多数欠?) è un manga scritto e disegnato da Taiga Miyakawa, serializzato su Gamna! di Micro Magazine dall'11 settembre 2013.

## Trama
Un ragazzo e una ragazza, dopo che molti loro conoscenti sono stati improvvisamente uccisi, decidono di allearsi insieme per sfuggire al gioco mortale di un pericoloso psicopatico.

## Manga
| Nº | Data di prima pubblicazione | Data di prima pubblicazione | Data di prima pubblicazione |
| Nº | Giapponese                  | Giapponese                  |                             |
| -- | --------------------------- | --------------------------- | --------------------------- |
| 1  | 30 gennaio 2015             | ISBN 978-4-89637-492-6      |                             |
| 2  | 30 gennaio 2015             | ISBN 978-4-89637-512-1      |                             |
| 3  | 29 febbraio 2016            | ISBN 978-4-89637-685-2      |                             |
| 4  | 31 agosto 2017              | ISBN 978-4-89637-686-9      |                             |
| 5  | 30 agosto 2019              | ISBN 978-4-89637-914-3      |                             |